# Ліски (Житомирський район)
Ліски́ — село в Україні, у Житомирському районі Житомирської області. Входить до складу Хорошівської селищної громади. Населення становить 63 особи.

## Географія
Географічні координати: 50°35' пн. ш. 28°21' сх. д. Часовий пояс — UTC+2. Загальна площа села — 2,9 км².
Ліски розташовані в межах природно-географічного краю Полісся і за 9 км від центру громади — міста Хорошів. Найближча залізнична станція — Нова Борова, за 29 км.

## Історія
На мапі Волинської губернії 1868 року населений пункт позначений як колонія Ліски. Поселення було засноване переселенцями з Німеччини, коли іноземцям після селянської реформи 1861 року було дозволено купувати і володіти землею у Російській імперії.
На мапі 1911—1912 років колонія нараховувала 46 дворів.
У 1924—54 році — адміністративний центр Лісківської сільської ради.

## Населення
За даними перепису 2001 року населення села становило 63 особи, з них 95,24 % зазначили рідною українську мову, а 4,76 % — російську.